# 기지두본

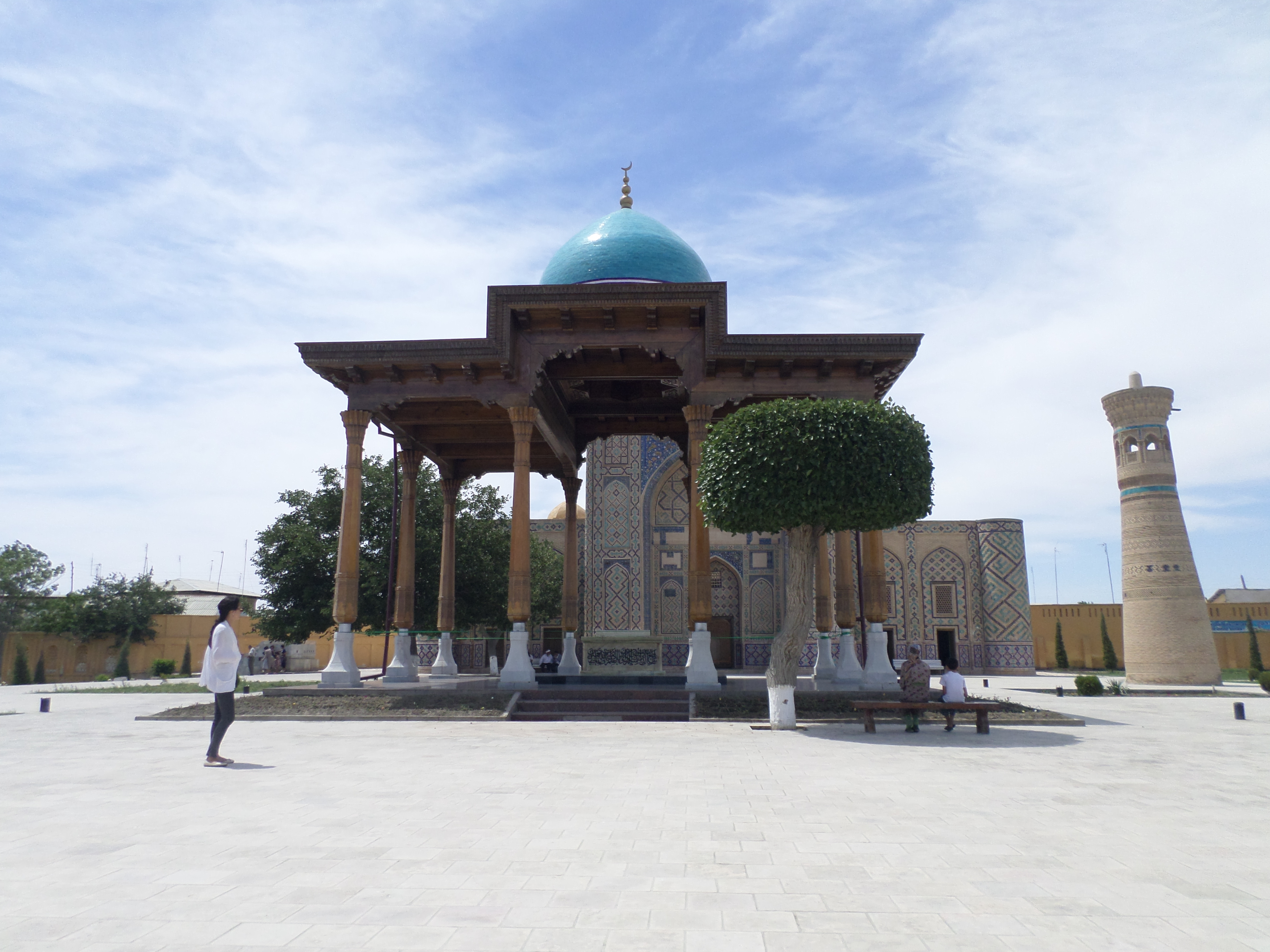

기지두본(우즈베크어: Gʻijduvon, Ғиждувон, 러시아어: Гиждуван 기즈두반[*])은 우즈베키스탄 부하라주의 도시로 인구는 38,600명(2003년 기준)이다.